# イワン・チュレネフ
イワン・ウラジミーロヴィッチ・チュレネフ（ロシア語: Иван Владимирович Тюленев、1892年1月16日 - 1978年8月15日）は、ソビエト連邦の軍人。上級大将。ソ連邦英雄。

## 経歴
シンビルスク県シャトラシャヌィ村の農家に生まれる。1913年、ロシア帝国海軍に召集されるが、後に騎兵に移る。騎兵曹長として第一次世界大戦に従軍し、4個のゲオルギー十字章を授与された。
1918年2月、赤軍に入隊し、間もなく、全連邦共産党（ボリシェヴィキ）に入党した。1919年8月、セミョーン・ブジョーンヌイの騎兵軍団の参謀長補佐、同年11月、第1騎兵軍情報部長、1920年3月、第4騎兵師団第2旅団長。1921年のクロンシュタットの反乱時、連隊を指揮した。タンボフシチンの農民蜂起鎮圧の際には、旅団を指揮した。住民弾圧を行った懲罰部隊の参加者でもあった。
ロシア内戦終結後、1922年に労農赤軍軍事アカデミーを卒業し、騎兵旅団、師団を指揮した後、北カフカーズ軍管区騎兵監察官となった。1929年、高等指揮要員完全化課程を修了。1936年、労農赤軍副騎兵監察官。1938年、ザカフカーズ軍管区司令官。1939年のポーランド侵攻時、第12軍を指揮。1940年、モスクワ軍管区司令官。6月にはゲオルギー・ジューコフ、キリル・メレツコフと共に上級大将の階級を授与される。1941年～1952年、党中央委員会委員候補。
独ソ戦時、1941年6月～8月、南部戦線司令官、1941年11月から第28予備軍司令官、1942年3月からザカフカーズ軍管区司令官、1942年5月～1945年6月、ザカフカーズ戦線司令官。
1945年～1946年、ハリコフ軍管区司令官。1946年～1950年、ソ連最高会議代議員。1958年、ソ連国防省監察総監部。

## 受勲
ソ連邦英雄（1978年）。12個の勲章と名誉武器を授与される。

## 著書
- "Советская кавалерия в боях за Родину"（祖国のための戦いにおけるソビエト騎兵）、1957年
- "Через три войны"（3つの戦争を経て）、1972年